# Blossia maroccana
Blossia maroccana es una especie de arácnido  del orden Solifugae de la familia Daesiidae.

## Distribución geográfica
Se encuentra en Marruecos.